# Sengierite
La sengierite (simbolo IMA: Sgi) è un minerale molto raro della classe dei minerali "ossidi e idrossidi". La sua composizione chimica è Cu2(OH)2[UO2|VO4]2 • 6H2O ed è quindi chimicamente un vanadato di rame-uranile alcalino, contenente acqua, che appartiene a un gruppo speciale di ossidi o idrossidi, i cosiddetti "polivanadati" (V[5,6]-vanadati). Strutturalmente, la sengierite appartiene al gruppo degli uranilici vanadati (sorovanadati).

## Etimologia e storia
La sengierite è stata scoperta per la prima volta nella miniera a cielo aperto di rame-cobalto-uranio di Luiswishi a circa 20 km a nord di Lubumbashi nella provincia del Katanga della Repubblica Democratica del Congo e descritta nel 1949 da Johannes F. Vaes, Paul F. Kerr, che ha chiamato il minerale in onore dell'ex direttore della miniera dell'Unione del Katanga Edgar Sengier (1879-1963).
C. O. Hutton della Stanford University in California analizzò campioni di minerali provenienti dalla "miniera di Cole" (a Bisbee, in Arizona - Stati Uniti) nel 1957. Il materiale proveniva dall'ex direttore della miniera, William P. Crawford, che trovò già nel 1935.
Il campione tipo è conservato presso l'Università Harvard a Cambridge (Massachusetts - Stati Uniti) con numero di catalogo 103963.

## Classificazione
Nell'obsoleta 8ª edizione della sistematica minerale secondo Strunz, la sengierite apparteneva ancora alla classe minerale di "fosfati, arseniati e vanadati" e lì alla sottoclasse di "fosfati idrati, arseniati e vanadati con anioni estranei", dove veniva elencata insieme a carnotite, francevillite, metatyuyamunite, tyuyamunite, vanuralite e vanuranylite (quest'ultima è stata screditata dall'IMA) con le quali forma il "gruppo della carnotite-tujamunite" con il sistema nº VII/D.23.
Nella Sistematica dei lapis (Lapis-Systematik) di Stefan Weiß, che è stata rivista e aggiornata l'ultima volta nel 2018, che si basa ancora su questa vecchia edizione di Strunz per considerazione verso i collezionisti privati e le collezioni istituzionali, al minerale è stato assegnato il sistema e al minerale nº VII/E.11-30. In questa Sistematica ciò corrisponde alla classe della divisione "fosfati uranilici/arseniati e vanadati uranilici con [UO2]2+-[PO4][AsO4]3− e [UO2]2+[V2O8]6−, con isotipi vanadati", dove la sengierite insieme a carnotite, curienite, finchite, francevillite, margaritasite, metatyuyamunite, metavanuralite, strelkinite, tyuyamunite, La vanuralite e la vanuranylite formano un gruppo distinto ma senza nome.
La 9ª edizione della sistematica dei minerali di Strunz, valida dal 2001 e aggiornata dall'Associazione Mineralogica Internazionale (IMA) fino al 2024, classifica la sengierite nella classe degli "Ossidi (idrossidi, V[5,6] vanadati, arseniti, antimoniti, bismutiti, solfiti, seleniti, telluriti, iodati)" e lì nella sottoclasse "4.H V[5,6] Vanadati". Questa è ulteriormente suddivisa in base alla struttura cristallina, in modo che il minerale possa essere trovato nella suddivisione "4.HB Sorovanadati di uranile" in base alla sua struttura, dove è l'unico membro del gruppo senza nome 4.HB.10.
La sistematica dei minerali secondo Dana, che viene utilizzata principalmente nel mondo anglosassone, classifica la sengierite, come il sistema obsoleto di Strunz, nella classe di "fosfati, arseniati e vanadati", ma lì nel dipartimento di "fosfati contenenti acqua, ecc., con ossidrile o alogeno". Qui è l'unico membro del gruppo senza nome 42.06.10 all'interno della suddivisione "fosfati acquosi ecc.", con ossidrile o alogeno con (AB)2(XO4)Zq • x(H2O).

## Abito cristallino
La sengierite cristallizza nel sistema monoclino nel gruppo spaziale P21/a (sala gruppo nº 14, posizione 3) con i parametri del reticolo a = 10,60 Å, b = 8,09 Å, c = 10,09 Å e β = 103,4° oltre a due unità di formula per cella unitaria. La sengierite è costituita da strati di uranile pentagonale-bipiramidale collegato ai bordi, e poliedri di vanadato quadratico-piramidale. Gli strati sono collegati da legami idrogeno e dalla coordinazione degli atomi di ossigeno dei poliedri vanadati da parte degli ioni Cu2+.

## Proprietà
A causa del suo contenuto di uranio fino al 47,36%, il minerale è molto radioattivo. Tenendo conto delle serie di decadimento naturale o dei prodotti di decadimento esistenti, l'attività specifica è data come 84,78 kBq/g (per confronto, il potassio naturale ha un'attività specifica pari a 0,0312 kBq/g). Il valore indicato può variare in modo significativo a seconda del contenuto di minerali e della composizione degli stadi, ed è anche possibile l'arricchimento selettivo o l'arricchimento dei prodotti di decadimento radioattivo e modifica l'attività.

## Origine e giacitura
La sengierite si forma secondariamente nei depositi di uranio contenenti rame per deposizione di soluzioni idrotermali che convertono l'uraninite primaria. Si trova principalmente in paragenesi con calcocite, clorargirite, crisocolla, vari ossidi di cobalto, covellina, malachite, tyuyamunite, vandenbrandeite e volborthite.
Essendo una formazione minerale molto rara, la sengierite è stata trovata solo in pochi campioni provenienti da 15 siti documentati a partire dal 2022. Oltre alla sua località tipo, la "miniera di Luiswishi" vicino a Lubumbashi, il minerale è stato trovato anche nella Repubblica Democratica del Congo nella "miniera di Musonoi" vicino a Kolwezi e nella "miniera di Shinkolobwe" in Katanga.
Altri siti noti sono l'Huemul Min nella Pampa Amarilla nel dipartimento di Malargüe (in Argentina); la "miniera di Clara" vicino a Oberwolfach nello stato tedesco del Baden-Württemberg; Rabejac nel dipartimento francese dell'Hérault; Amelal in Marocco; la "miniera di Eureka" (comune di Torre de Cabdella) nella provincia di Lleida (in Spagna); Růžodol nella regione ceca della Boemia e nella miniera di Cole vicino a Bisbee nello stato americano dell'Arizona.

## Forma in cui si presenta in natura
Il minerale sviluppa cristalli tabulari con un contorno a sei lati fino a circa due millimetri di diametro, che di solito vengono combinati per formare aggregati minerali squamosi e rivestimenti crostanti. I cristalli trasparenti sono di colore da verde-giallastro a verde oliva con striature verde chiaro e hanno una lucentezza simile al vetro al diamante sulle superfici.